# Television

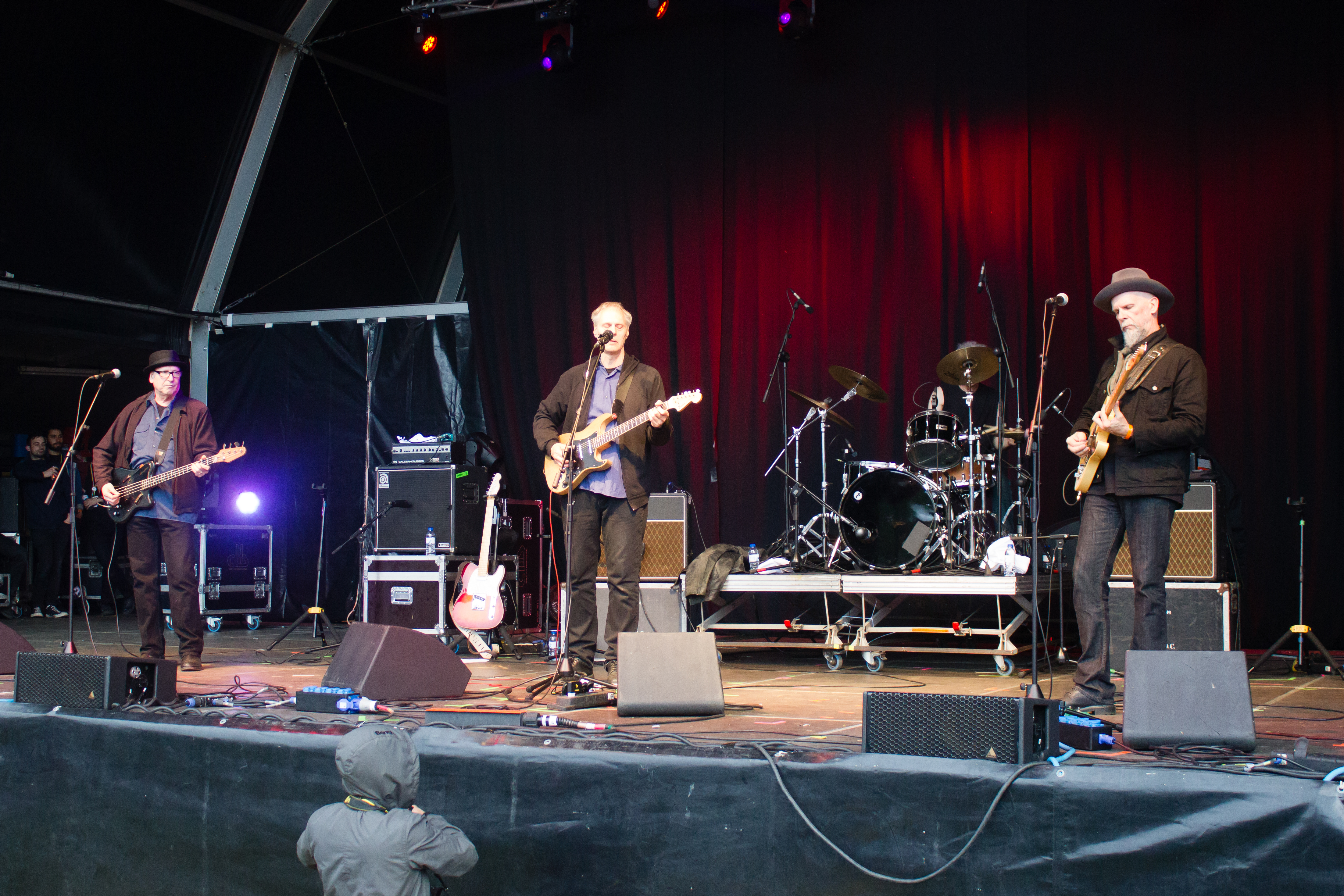
Television in 2014

Television was een band uit New York onder leiding van zanger-gitarist Tom Verlaine en zijn vriend Richard Hell en later gitarist Richard Lloyd. Reeds geformeerd in 1973, brak de band in 1977 door met het inmiddels klassieke album Marquee moon. Een jaar later verscheen Adventure, waarna de band uit elkaar ging. In 1992 was Television echter terug met de reünieplaat Television.
Onder anderen Lloyd Cole heeft nummers van de band vertolkt (Glory). Ook blijkt postpunkgroep The Strokes door Television te zijn beïnvloed. De invloed is dus na 25 jaar nog steeds aanwezig.

## Albums
- Marquee Moon (1977) - VK nr. 28
- Adventure (1978) - VK nr. 7
- Television (1992)